# Глухариная (приток Катайги)
Глухариная — река в Верхнекетском районе Томской области России. Устье реки находится в 61 км по правому берегу реки Катайга. Длина реки составляет 13 км.

## Данные водного реестра
По данным государственного водного реестра России относится к Верхнеобскому бассейновому округу, водохозяйственный участок реки — Кеть, речной подбассейн реки — бассейн притоков (Верхней) Оби от Чулыма до Кети. Речной бассейн реки — (Верхняя) Обь до впадения Иртыша.